# 阿莱克托
阿莱克托（英語：Alecto）。希腊神话复仇三女神之一，主要负责瘟疫、战争和复仇。其事迹反映于相关古典作家之著述，具有重大地宗教影响与历史意义。